# NGC 3258A
NGC 3258A (другие обозначения — ESO 375-32, MCG -6-23-30, PGC 30815) — галактика в созвездии Насос.
Этот объект не входит в число перечисленных в оригинальной редакции «Нового общего каталога» и был добавлен позднее.
Галактика NGC 3258A входит в состав группы галактик NGC 3223. Помимо NGC 3258A в группу также входят ещё 16 галактик.